# The Swinging Blue Jeans
A The Swinging Blue Jeans négy tagból álló brit beategyüttes, amely 1962-ben alakult Liverpoolban. Legismertebb dalaik a "Hippy Hippy Shake", a "Good Golly Miss Molly" és a "You're No Good". Burt Bacharach és Hal Davis 1966-os Don't Make Me Over című dalának feldolgozása a harmincegyedik helyet szerezte meg a brit slágerlistán, de ezután nem értek el több helyezést.
Elődjük a "The Bluegenes" nevű, hat tagból álló jazz-ihletettségű skiffle zenekar volt. Azonban hamar megváltoztatták ezt a nevet és stílust is váltottak.

## Tagok
- Ray Ennis – ének, gitár (2010-ben elhunyt)[6]
- Les Braid – basszusgitár, billentyűk (2005-ben elhunyt)[7]
- Norman Kuhlke[8] – dob
- Ralph Ellis – gitár, ének[9]
- Norman Houghton – mosódeszka[10]
- Jimmy Hudson – dupla basszusgitár[11]
- Kenneth Metcalf – ének, gitár[12]
- Arthur Griffiths – gitár[13]
- Tommy Hughes – bendzsó (2013-ban elhunyt)[12]
- Paul Moss – bendzsó[14]
- John E. Carter – ének, gitár[15]
- Terry Sylvester – ének, gitár[16]
- Colin Manley – gitár (1999-ben elhunyt)[17]
- John Ryan – dob[18]
- Bruce McCaskill[19] – gitár, ének (1993-ban elhunyt)
- Mike Gregory – basszusgitár[20]
- Michael Pynn – gitár, ének (két albumon, illetve skandináv turnéjuk idején)[10]
- Kenny Goodlass – dob[21]
- Jim Rodford - basszusgitár (2018-ban elhunyt)[22]
- Keith Dodd - gitár[23]
- Phil Thompson – dob (2018-ban elhunyt)[24]
- Hedley Vick[25] – gitár
- Alan Lovell – gitár[26]
- Jeff Bannister – billentyűk, vokál[27]
- Pete Oakman – basszusgitár, ének[28]
- Spud Ward – dupla basszusgitár, basszusgitár, dalszerzés[29]

## Albumok
- Hippy Hippy Shake (1964) – US #90[30]
- Blue Jeans a'Swinging (1964)[31]
- Tutti Frutti (1964) - az első album kizárólag exportra szánt kiadása
- Live aus dem "Cascade Beat Club" in Köln (1965) - csak Németországban jelent meg
- Don't Make Me Over (1966) - csak Kanadában jelent meg
- The Swinging Blue Jeans (1967) - az első album újrakiadása
- Hippy Hippy Shake (1973) - extra dalokkal
- Brand New and Faded (1974)
- Jump 'n' Jeans (1979)
- Best of the Swinging Blue Jeans válogatáslemez[32]